# Liste der denkmalgeschützten Objekte in Ringelsdorf-Niederabsdorf
Die Liste der denkmalgeschützten Objekte in Ringelsdorf-Niederabsdorf enthält die 9 denkmalgeschützten, unbeweglichen Objekte der Gemeinde Ringelsdorf-Niederabsdorf.

## Denkmäler
| Foto |                 | Denkmal                                                                    | Standort                                             | Beschreibung | Metadaten |
| ---- | --------------- | -------------------------------------------------------------------------- | ---------------------------------------------------- | --- | --- |
| ja   | Datei hochladen | Figurenbildstock hl. Johannes Nepomuk HERIS-ID: 10528 Objekt-ID: 6587      | gegenüber Am Mühlbach 222 Standort KG: Niederabsdorf | Nepomuk auf barockem Sockel am nördlichen Ortsausgang. 2015 wurde die Statue restauriert und auf der gegenüberliegenden Straßenseite aufgestellt. | BDA-Hist.: Q38072071 Status: § 2a Stand der BDA-Liste: 2025-06-30 Name: Figurenbildstock hl. Johannes Nepomuk GstNr.: 47 Statue John of Nepomuk, Niederabsdorf, Hohenauer Straße |
| ja   | Datei hochladen | Figurenbildstöcke hll. Josef und Leopold HERIS-ID: 10526 Objekt-ID: 6585   | gegenüber Bahnstraße 227 Standort KG: Niederabsdorf  | Barocke Steinfiguren der Heiligen Leopold und Josef im Eingangsbereich des Friedhofs                                                              | BDA-Hist.: Q38072033 Status: § 2a Stand der BDA-Liste: 2025-06-30 Name: Figurenbildstöcke hll. Josef und Leopold GstNr.: 548                                                     |
| ja   | Datei hochladen | Kath. Pfarrkirche Mariae Himmelfahrt HERIS-ID: 10524 Objekt-ID: 6583       | bei Kirchenberg 156 Standort KG: Niederabsdorf       | Im Kern romanisches Langhaus aus dem 13. Jahrhundert mit Chor aus dem 14. Jahrhundert, 1665 barockisiert                                          | BDA-Hist.: Q38072001 Status: § 2a Stand der BDA-Liste: 2025-06-30 Name: Kath. Pfarrkirche Mariae Himmelfahrt GstNr.: 1 Church of the Assumption (Niederabsdorf)                  |
| ja   | Datei hochladen | Meierhof des ehem. Schlosses Niederabsdorf HERIS-ID: 10525 Objekt-ID: 6584 | Liechtensteinstraße 1 Standort KG: Niederabsdorf     | Vierflügeliger Wirtschaftshof als Rest einer ursprünglich weitläufigen Wehranlage, 1844 zur Zuckerfabrik umgebaut                                 | BDA-Hist.: Q38072009 Status: Bescheid Stand der BDA-Liste: 2025-06-30 Name: Meierhof des ehem. Schlosses Niederabsdorf GstNr.: 700                                               |
| ja   | Datei hochladen | Figurenbildstock hl. Johannes Nepomuk HERIS-ID: 10527 Objekt-ID: 6586      | westlich Schulstraße 374 Standort KG: Niederabsdorf  | Steinfigur aus dem 18. Jahrhundert im Osten des Ortes                                                                                             | BDA-Hist.: Q38072040 Status: § 2a Stand der BDA-Liste: 2025-06-30 Name: Figurenbildstock hl. Johannes Nepomuk GstNr.: 2161                                                       |
| ja   | Datei hochladen | Bildstock HERIS-ID: 10532 Objekt-ID: 6591                                  | bei Drösingerstraße 64 Standort KG: Ringelsdorf      | Einfacher Bildstock im östlichen Ortsbereich von Ringelsdorf                                                                                      | BDA-Hist.: Q38072466 Status: § 2a Stand der BDA-Liste: 2025-06-30 Name: Bildstock GstNr.: 2886/1                                                                                 |
| ja   | Datei hochladen | Kath. Pfarrkirche Hl. Dreifaltigkeit HERIS-ID: 10530 Objekt-ID: 6589       | bei Kirchengasse 136 Standort KG: Ringelsdorf        | Barockkirche mit Langhaus und Turm von 1617 und einem Erweiterungsbau von 1860                                                                    | BDA-Hist.: Q38072264 Status: § 2a Stand der BDA-Liste: 2025-06-30 Name: Kath. Pfarrkirche Hl. Dreifaltigkeit GstNr.: 1 Holy Trinity Church (Ringelsdorf)                         |
| ja   | Datei hochladen | Florianikapelle HERIS-ID: 10533 Objekt-ID: 6592                            | gegenüber Neue Heimat 372 Standort KG: Ringelsdorf   | Wegkapelle aus der zweiten Hälfte des 18. Jahrhunderts im Osten des Ortes                                                                         | BDA-Hist.: Q38072551 Status: § 2a Stand der BDA-Liste: 2025-06-30 Name: Florianikapelle GstNr.: 32/1                                                                             |
| ja   | Datei hochladen | Figurenbildstock hl. Johannes Nepomuk HERIS-ID: 10529 Objekt-ID: 6588      | Standort KG: Ringelsdorf                             | Figur des heiligen Johannes Nepomuk nahe der so genannten Krenn-Mühle im Osten von Ringelsdorf                                                    | BDA-Hist.: Q38072159 Status: § 2a Stand der BDA-Liste: 2025-06-30 Name: Figurenbildstock hl. Johannes Nepomuk GstNr.: 3415                                                       |